# L'Original de Laura
L’Original de Laura (en anglais The Original of Laura) est un roman en langue anglaise posthume de l’écrivain russe naturalisé américain Vladimir Nabokov, publié pour la première fois en 2009.

## Histoire
L’auteur n’a jamais achevé l’écriture de ce roman et avait demandé que l’œuvre soit détruite après sa mort. Il travaillait encore à l’écriture de The Original of Laura au moment de son décès, en 1977. Paru en 2009 aux États-Unis et au Royaume-Uni, le roman a été traduit et publié en France chez Gallimard en avril 2010, dans la collection « Du monde entier », sous le titre L'Original de Laura (C'est plutôt drôle de mourir).
Le texte français de Maurice Couturier est surmonté, sur chaque page, de la reproduction en fac-similé de chacune des fiches où apparaît le manuscrit original en anglais, avec une introduction de Dmitri Nabokov.

## Intrigue
Sur la foi de discussions avec quelques spécialistes dont l'identité n'est pas précisée, The Times résume ainsi l'intrigue :

« Philip Wild, un savant d'une corpulence considérable, est marié à une femme nommée Flora, mince, frivole, et extrêmement volage. Si Flora a plu au début à Wild, c'est du fait d'une autre femme dont il a été amoureux, Aurora Lee. La mort, et ce qui se trouve au delà — un thème qui a toujours fasciné Nabokov depuis son plus jeune âge — est au cœur du livre. 
Celui-ci commence lors d'une réception, qui se prolonge par quatre scènes ; après l'ensemble formé par ce début, le roman devient plus morcelé. L'âge de Wild n'apparait pas clairement, mais sa propre mort le préoccupe, et il se met à « s'effacer » lui-même, du bout des pieds en remontant vers le haut, par la méditation. C'est une sorte d'auto-effacement qu'il s'inflige ainsi délibérément à lui-même. »

Selon Newsnight, The Original of Laura « concerne apparemment un universitaire de forte corpulence appelé Philip Wild, et Flora, son épouse « extrêmement volage », et beaucoup plus mince. Flora attire l'intérêt de Wild à cause d'une jeune femme dont il a autrefois été amoureux. Wild est préoccupé par sa condition de mortel, et décide de procéder à son propre effacement, en partant du bout des pieds et en remontant, par le pouvoir de la méditation ».